# 색다른 상담소
《색다른 상담소》는 MBC 표준FM의 라디오 프로그램이다. 2011년 5월 9일에 첫 방송을 시작하였으며, 딴지일보 총수 김어준이 진행을 맡아 매일 다른 고정게스트와 함께 해당주제에 관한 청취자의 고민을 가지고 상담을 해주는 방식으로 꾸며졌다. 주중 오후 9시 35분부터 10시까지 방송되었고, 같은 해 가을개편으로 인하여 10월 21일 마지막 방송을 끝으로 6개월만에 폐지되었다.

## 코너
- 월요일: 나 상담(정신과 전문의 김현철) - 나를 주제로 하는 모든 고민상담
- 화요일: 愛 상담(게스트 매주 바뀜) - 남녀상열지사 상담
- 수요일: 꿈 상담(게스트 매주 바뀜) - 직업 관련 상담. 실제 그 직업에 종사하는 인물을 초대해 현실적인 방법론부터 구체적인 업무, 소득 등 실질적인 궁금증 풀이
- 목요일: NO 상담(발달심리학 교수 황상민) - 사회 생활, 조직 생활에서 벌어지는 일에 관한 모든 상담
- 금요일: 다 상담(철학박사 강신주) - 일상속에 자주 마주치는 가치관적 혼란, 세계관적 고민을 '철학의 힘'으로 풀어보는 상담.